# Niccolò Rodolico
Niccolò Rodolico (Trapani, 14 maart 1873 – Fiesole, 19 november 1969) was een historicus in Italië, aanvankelijk het koninkrijk, later de republiek. Hij was hoogleraar moderne geschiedenis aan de Universiteit Messina (jaren 1920) en nadien aan de Universiteit van Florence (jaren 1920-1940). 
Rodolico wordt als een kenner aanzien van de figuur van koning Karel Albert van Piëmont-Sardinië, die al eens van kamp wisselde tijdens de eenmaking van Italië.

## Levensloop
Rodolico groeide op op het Italiaanse eiland Sicilië, meer bepaald in de havenstad Trapani. Zijn ouders waren Francesco Rodolico en Antonia Piombo. Vader Rodolico had deelgenomen aan de opstand van 1848 en opnieuw in 1860 toen hij zich aansloot bij Garibaldi en zijn Roodhemden. Rodolico interesseerde zich van jongs af aan geschiedenis. Hij trok zich al eens terug in de Biblioteca Fardelliana in Trapani. Deze bibliotheek was gesticht door Giovanbattista Fardella, minister van oorlog van de Beide Siciliën.
Rodolico studeerde geschiedenis aan de universiteit van Bologna op het vasteland. Hoogleraar Giosuè Carducci stimuleerde hem daarin. In 1896 behaalde Rodolico het diploma van middeleeuwse geschiedenis. Hij studeerde verder vanaf 1896 aan het onderzoekscentrum Istituto di Studi Superiori in Florence. Het gaat om een instituut dat het eengemaakte koninkrijk Italië had opgezet. Rodolico legde zich aanvankelijk toe op sociale conflicten in het middeleeuwse Florence. Later wijdde hij zijn onderzoek aan de politieke evoluties in Toscane en Zuid-Italië in de 18e eeuw. Rodolico combineerde zijn onderzoekswerk met het lesgeven in geschiedenis in het voortgezet onderwijs. Hij maakte in Florence kennis met zowel de latere fascistische filosoof Giovanni Gentile als de antifascistische historicus Gaetano Salvemini (1873-1957). 
In 1920 trok de 47-jarige Rodolico naar de universiteit Messina waar hij benoemd werd tot hoogleraar moderne geschiedenis. Salvemini ontvluchtte Italië bij de opkomst van het fascisme in de jaren 1920. Rodolico volgde hem op als hoogleraar moderne geschiedenis aan de universiteit van Florence. Hij behield dit ambt tot na de Tweede Wereldoorlog. Rodolico was een monarchist en patriot; het fascistisch bestuur steunde hij weinig, bijvoorbeeld wel bij het Verdrag van Lateranen tussen het Vaticaan en het koninkrijk Italië (1929).
Rodolico verlegde zijn historisch werkveld in de jaren 1930-1940 naar de figuur van Karel Albert, koning van Piëmont-Sardinië. Hij onderzocht hoe de Italianen een eigen patriottisme ontwikkelden, los van Franse jakobijnse invloed.
Na de oorlog werd Italië een republiek (1946). In deze periode was Rodolico een aanhanger van de christendemocratie, doch binnen de partij behoorde hij tot de monarchistische minderheid. Koning Umberto II, die in ballingschap leefde, verleende hem het lidmaatschap van de Koninklijke Raad der Senatoren (in ballingschap) alsook de Civiele Orde van Verdienste van Savoye. In 1947 trad hij toe tot de Accademia dei Lincei in Rome. 
Eind van de jaren 1940 ging Rodolico met emeritaat. Hij bleef actief in commissies van het Italiaanse staatsarchief; hij was een tijdje directeur van het Archivio storico italiano.
Professor emeritus Rodolico overleed in Fiesole, nabij Florence. Een school voor voortgezet onderwijs in Florence is naar hem genoemd.

## Enkele werken

Civiele Orde van Verdienste van Savoye; onderscheiding vanwege koning Umberto II in ballingschap

- La democrazia fiorentina nel suo tramonto, 1905
- Il popolo agli inizi del Risorgimento nell’Italia meridionale, 1926
- Carlo Alberto principe di Carignano, 1930
- Carlo Alberto negli anni di regno 1831-1843, 1936
- Carlo Alberto negli anni 1843-1849, 1943
- I Ciompi, 1945
- Storia degli Italiani, 1954
- Saggi di storia medieval e moderna, 1963.

Tevens werkte Rodolico mee aan schoolboeken voor de lessen geschiedenis ten tijde van het koninkrijk Italië.